# Стімолд (футбольний клуб)
«Стімолд-МІФ Кишинів» (рум. Stimold-MIF Chișinău) — професіональний молдовський футбольний клуб з міста Кишинів.

## Хронологія назв
- 19??—1996: МІФ (Кишинів)
- 1996—1997: «Стімолд-МІФ» (Кишинів)
- 1997—1998: «Стімолд» (Кишинів)
- 1998—1999: «Кодру-Стімолд» (Кишинів)

## Історія
Футбольна команда «Стімолд-МІФ» заснована в місті Кишинів 1996 року внаслідок злиття МІФ (Кишинів), який виступав у Дивізіоні А, та «Стімолда» (Кишинів), який напередодні об'єднання вийшов з Дивізіону Б. У сезоні 1996/97 років об'єднана команда зайняла 4-те місце та вийшла до плей-оф за право підвищитися в класі. У стикових матчах «Стімолд» обіграв «Кодру» (2:1) та виграв путівку до Національного дивізіону. Влітку 1997 року клуб скоротив назву до «Стімолд» (Кишинів) і дебютував у Національному дивізіоні, де з 26-ма набраними очками зайняв передостаннє 13-те місце та повернувся до Дивізіону A. Після завершення сезону 1998/99 років, в якому команда під назвою «Кодру-Стімолд» (Кишинів) виступала в Дивізіоні А, компанія «Стімолд» покинула клуб й почала спонсорувати «Динамо» (Бендери). Без фінансової підтримки «Кодру» знявся зі змагань перед початком нового сезону та був розформований.

## Досягнення
- Національний дивізіон Молдови
  - 13-те місце (1): 1997/98

- Дивізіон A Молдови
  - 4-те місце (1): 1996/97

- Кубок Молдови
  - 1/4 фіналу (1): 1997/98

## Відомі гравці
- / Сергій Сирбу